# Punisher (álbum)
Punisher é o segundo álbum de estúdio da cantora e compositora norte-americana Phoebe Bridgers, lançado em 18 de junho de 2020 pela gravadora Dead Oceans. O disco sucede seu álbum de estreia, Stranger in the Alps (2017). Antes do lançamento de Punisher, a artista californiana também cofundou as bandas Boygenius e Better Oblivion Community Center, ampliando sua presença na cena indie.
Punisher foi gravado ao longo de um ano e meio no Sound City Studios, em Los Angeles, reunindo Phoebe Bridgers com os produtores Tony Berg e Ethan Gruska, que também trabalharam em Stranger in the Alps. O processo de gravação foi altamente colaborativo, com o encarte do álbum creditando mais de duas dúzias de músicos, incluindo Julien Baker, Lucy Dacus, Christian Lee Hutson, Jim Keltner, Blake Mills e Conor Oberst.
O álbum foi precedido pelo lançamento de cinco singles: "Garden Song", "Kyoto", "ICU", "I Know the End" e "Savior Complex". Após sua estreia, Punisher foi amplamente aclamado pela crítica, que destacou especialmente a vulnerabilidade e profundidade emocional de suas letras.

## Antecedentes
A cantora e compositora americana Phoebe Bridgers ganhou destaque no final da década de 2010 com seu estilo de composição introspectivo e detalhado, conquistando rapidamente um público fiel no cenário do indie rock.
Natural de Los Angeles, Bridgers começou a escrever canções e tocar violão ainda jovem. Durante sua adolescência, frequentou a County High School for the Arts, onde estudou jazz vocal. Em 2017, lançou seu álbum de estreia, Stranger in the Alps, pela gravadora independente Dead Oceans, de Indiana. O disco foi amplamente aclamado pela crítica e recebeu elogios de diversos músicos, incluindo o guitarrista John Mayer, que o descreveu como "a chegada de um gigante".
Phoebe Bridgers rapidamente se tornou uma artista requisitada, colaborando com nomes como The National, Fiona Apple, The 1975 e Jackson Browne.
Em 2018, formou o supergrupo feminino boygenius ao lado de Julien Baker e Lucy Dacus, lançando um EP homônimo que recebeu aclamação da crítica. No ano seguinte, uniu forças com Conor Oberst para criar a banda Better Oblivion Community Center, que estreou com um álbum autointitulado em 2019.
Além de suas colaborações como artista, Bridgers também se destacou como produtora. Em 2020, trabalhou de perto com o cantor e compositor Christian Lee Hutson, produzindo seu álbum de estreia, Beginners.
Escrevendo para o Stereogum, Ryan Leas destacou que, mesmo antes de lançar seu segundo álbum, Bridgers já havia construído um catálogo de trabalhos "diverso e complexo".

## Escrita e gravação

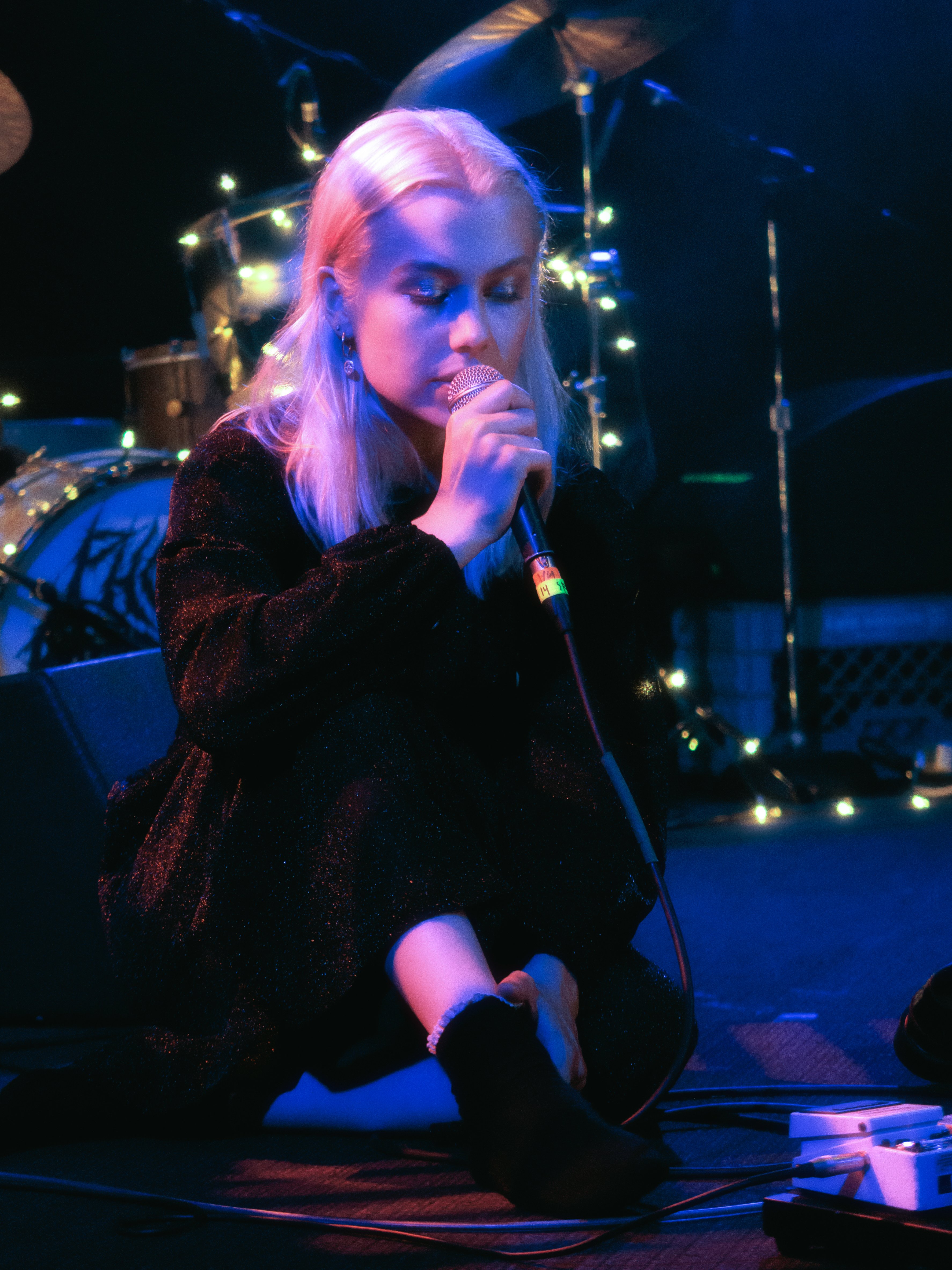
Bridgers se apresentando em 2018

Phoebe Bridgers começou a desenvolver as canções de Punisher enquanto ainda estava em turnê, e algumas delas já existiam antes mesmo do lançamento de Stranger in the Alps. Músicas como "ICU" surgiram durante testes de som.
Bridgers descreveu Punisher não como uma reinvenção, mas como uma evolução natural de suas influências, afirmando que buscou "referenciar cem coisas ao mesmo tempo que sempre amei". Ela continuou a colaborar de perto com o baterista Marshall Vore, frequentemente recorrendo a ele primeiro para compartilhar novas ideias.
Liricamente, seu objetivo era dar a cada música uma perspectiva única, mesmo quando o tema não estivesse diretamente relacionado à sua própria vida. Ela revisava e reescrevia as letras com frequência, criando versos alternativos por diversão—muitos dos quais acabaram se tornando parte definitiva das canções.
Punisher foi gravado no Sound City Studios, um lendário estúdio localizado no bairro de Van Nuys, em Los Angeles. Embora Phoebe Bridgers tenha admitido que sua reputação histórica "não era um grande argumento de venda" para ela, também reconheceu que o local tinha uma atmosfera especial, chamando-o de "um lugar mágico".
O álbum conta com uma ampla variedade de artistas convidados, incluindo todos os colaboradores dos projetos paralelos de Bridgers. Muitos músicos participaram simplesmente por estarem no Sound City naquele momento, como o renomado percussionista Jim Keltner—conhecido por seu trabalho com Bob Dylan e John Lennon—que toca em duas faixas. O multi-instrumentista Blake Mills também contribui para três músicas de Punisher, adicionando ainda mais camadas à sonoridade do álbum.
O álbum Punisher foi trabalhado de forma esporádica entre meados de 2018 e o final de 2019. Para a produção, Phoebe Bridgers recrutou Tony Berg e Ethan Gruska, ambos colaboradores anteriores de seu álbum Stranger in the Alps. O processo de gravação foi feito de forma sequencial, com muitas das músicas sendo registradas na mesma ordem em que aparecem no álbum.
Para a faixa-título, Gruska usou samples de pássaros, um Mellotron e um clipe mascarado da voz de Bridgers, que aparece e desaparece ao longo da música, uma técnica que ela aprendeu com o engenheiro Joseph Lorge. Além disso, Bridgers continuou sua prática de gravar todos os seus vocais em dobro, uma homenagem ao seu artista favorito, Elliott Smith.
Sonoramente, o álbum mistura o característico "trabalho de guitarra arpejado" de Bridgers com sintetizadores em loop e cordas gemendo de forma arrepiante.

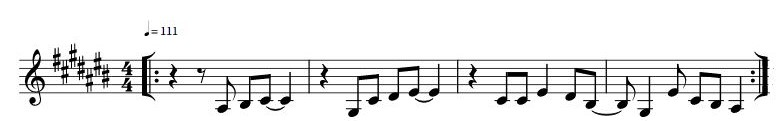
O refrão repetido da conclusão de "I Know the End"

Punisher é frequentemente descrito como um álbum de indie rock, emo-folk e indie folk, combinando instrumentação etérea com letras introspectivas. Tematicamente, o disco explora questões como conexões perdidas, o conflito entre o eu interior e exterior e a dor solitária de ver as coisas chegarem ao fim.
Em um comunicado à imprensa, Phoebe Bridgers resumiu o álbum com as palavras "choro" e "dormência". Quinn Moreland, da Pitchfork, interpretou Punisher como um trabalho moldado por "períodos prolongados de depressão, desejo e autodestruição".
As notas do encarte do álbum incluem uma dedicatória a Max, o pug preto de Bridgers, que viveu por dezesseis anos antes de falecer em 2019. A perda do animal teve um impacto profundo sobre a cantora, que descreveu como "voltar para um apartamento vazio foi muito complicado", o que pode ter influenciado a escuridão emocional presente no disco.
Bridgers também citou a escritora Joan Didion como uma inspiração para Punisher e mencionou o podcast My Favorite Murder em duas ocasiões ao discutir suas influências, dizendo que "provavelmente entrou sorrateiramente (no álbum)".
As composições de Phoebe Bridgers em Punisher transitam entre o sarcástico e o extremamente honesto, equilibrando humor mordaz e vulnerabilidade. Lindsay Zoladz, do The New York Times, destacou a habilidade da cantora em "tecer detalhes minúsculos, específicos e datados (chemtrails, Saltines, serotonina) em tapeçarias duráveis de sentimentos".
Enquanto Stranger in the Alps estava fortemente enraizado no trauma, Punisher reflete a busca de Bridgers por mecanismos para lidar com ele. O álbum narra sua jornada pessoal rumo à terapia e à construção de uma vida mais equilibrada, explorando as ferramentas que encontrou ao longo do caminho para enfrentar suas dores e desafios emocionais.

## Músicas

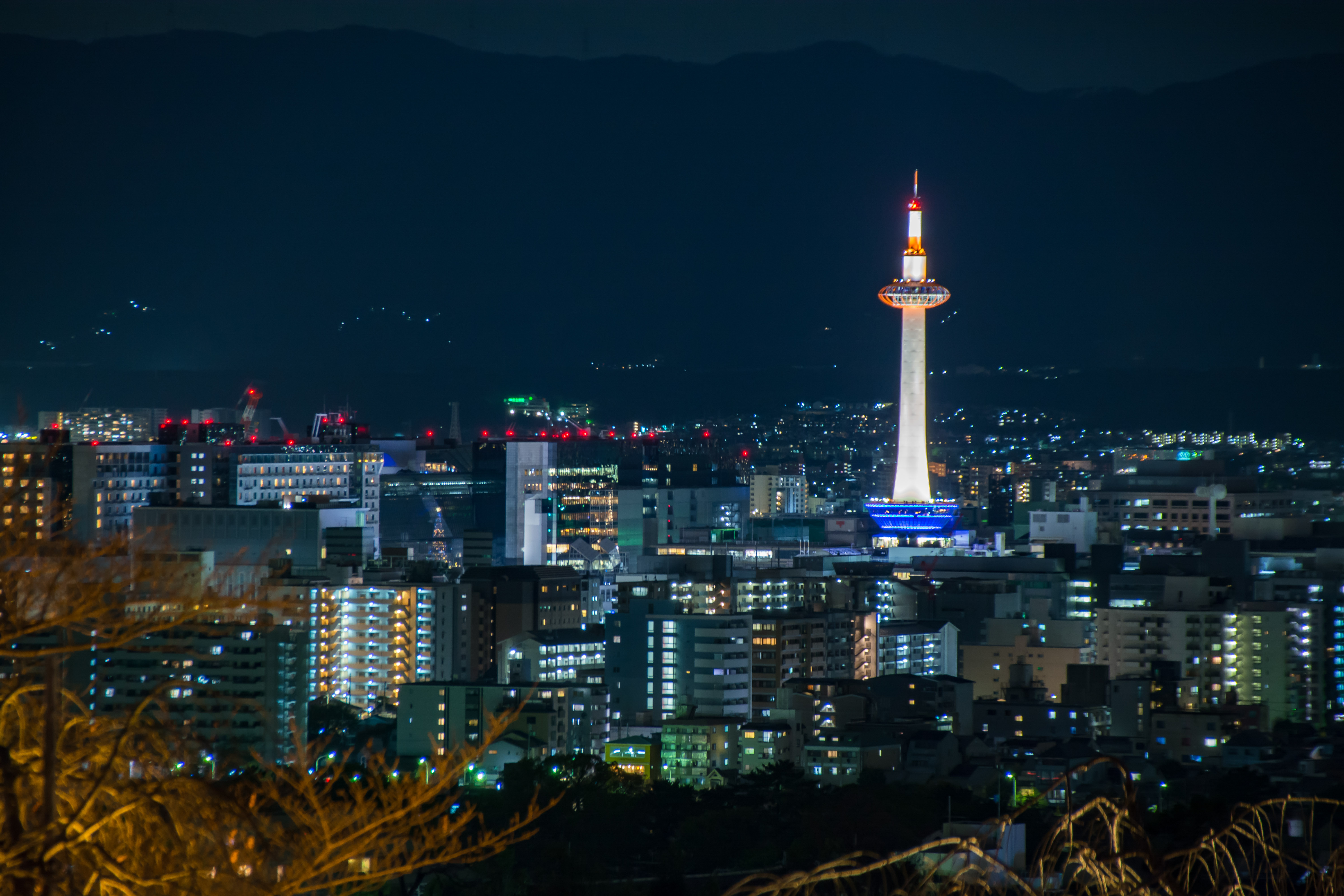
"Kyoto" relata a experiência de Bridgers com a dissociação durante uma viagem à cidade japonesa

O álbum Punisher começa com o instrumental "DVD Menu", que serve como uma introdução atmosférica antes de seguir para "Garden Song", o primeiro single. A faixa aborda o conceito de automanifestação, explorando como pequenas ações podem desencadear grandes mudanças. Phoebe Bridgers a vê como uma espécie de sequência de "Smoke Signals", do Stranger in the Alps, já que ambas são essencialmente canções de amor.
"Kyoto", um dos momentos mais cativantes do álbum, nasceu de uma experiência de dissociação que Bridgers sentiu durante uma viagem ao Japão. A música reflete sobre a desconexão entre ambiente e identidade, além de abordar seu relacionamento complicado com o pai. Originalmente uma balada mais lenta, Tony Berg sugeriu que fosse acelerada para trazer um tom mais enérgico ao álbum.
A faixa-título, "Punisher", tem origem em uma piada interna entre músicos: um "punisher" é um fã excessivamente entusiasmado, alguém que "passa tempo demais na mesa de produtos" após um show. A canção reflete sobre a devoção intensa de Bridgers por Elliott Smith, imaginando uma conversa hipotética entre eles na qual ela mesma seria a "punidora". Inicialmente, Bridgers considerou lançar o álbum com um título autointitulado, mas optou por Punisher porque soava interessante e, de certa forma, parecia descrevê-la.
"Halloween" retrata um relacionamento em decadência que se arrasta até as festas de fim de ano. A canção levou mais de um ano e meio para ser finalizada, já que Phoebe Bridgers enfrentou dificuldades para escrever um dos versos. Foi Conor Oberst, que participa da segunda metade da música, quem sugeriu que ela incorporasse um tema recorrente de suas conversas: assassinatos que ocorreram no Estádio Dodger, em Los Angeles.
"Moon Song" explora a dinâmica de um relacionamento em que uma pessoa tenta amar alguém que se odeia profundamente. A canção contém um dos versos mais comentados do álbum: "Nós odiamos 'Tears in Heaven' / Mas é triste que seu bebê tenha morrido", referência à música de Eric Clapton sobre a trágica morte de seu filho.
Já "Savior Complex", uma valsa que mescla folk rock e indie pop barroco, surgiu de uma melodia que Bridgers ouviu em um sonho. A música aborda as dificuldades de um relacionamento marcado por padrões de codependência emocional.
"ICU" (referência a Unidade de Terapia Intensiva) é descrita como uma "canção de término devastadora", inspirada no fim do relacionamento de Bridgers com Marshall Vore, seu colaborador e baterista. A faixa inclui o verso "Eu odeio sua mãe / Eu odeio quando ela abre a boca", que se originou de um desentendimento real entre Bridgers e a mãe de um ex, após uma discussão sobre Donald Trump em um supermercado. Durante a estreia do single, a canção foi temporariamente renomeada para "I See You", em solidariedade às vítimas da COVID-19, mas o título original "ICU" foi restaurado nas versões físicas do álbum.
"Graceland Too" é uma balada country e folk que incorpora o uso de banjo, refletindo o amor de Phoebe Bridgers pelo bluegrass. A canção foi escrita durante uma viagem a Nashville, onde visitou suas companheiras de banda do boygenius, que mais tarde adicionaram vocais à faixa. O título faz referência a um santuário inspirado em Elvis Presley, localizado no Mississippi, ao sul da Graceland original, servindo como uma metáfora para os sentimentos que Bridgers queria expressar de maneira despretensiosa.
O álbum se encerra com "I Know the End", que começa como uma balada folk antes de se transformar em uma explosão sonora. A música passou por diversas versões e foi a primeira a ser concebida, mas a última a ser finalizada. Inicialmente, Bridgers e Marshall Vore a desenvolveram como uma representação da depressão gerada pelas turnês. No terceiro verso, a cantora descreve uma viagem pela costa da Califórnia para visitar familiares, durante a qual viu um lançamento da SpaceX, que parecia uma nave espacial. A narrativa inclui a imagem de um outdoor com os dizeres "o fim está próximo", e a música culmina em um coro caótico de vocalistas convidados, encerrando o álbum com uma cacofonia intensa de gritos e instrumentos em colapso.

## Lançamento
Punisher foi um álbum muito aguardado. Seu primeiro single, "Garden Song", foi lançado em 26 de fevereiro de 2020. O segundo single, "Kyoto", chegou em 9 de abril do mesmo ano, trazendo uma sonoridade mais vibrante em comparação ao tom introspectivo de seu antecessor. Já o terceiro single, "ICU", foi lançado em 19 de maio de 2020, temporariamente renomeado para "I See You" antes de retornar ao título original.
O LP estava originalmente programado para ser lançado em 19 de junho, data que marca o Juneteenth, o fim oficial da escravidão nos EUA. No entanto, Phoebe Bridgers decidiu antecipar o lançamento nos serviços digitais, incentivando os fãs a doar para organizações que lutam por justiça racial.
O álbum estreou durante um período turbulento, em meio à quarentena global da COVID-19 e a protestos nos EUA contra o assassinato de George Floyd e a violência policial. Sobre a decisão de manter o lançamento, Bridgers declarou no Twitter: "Não vou adiar o disco até que as coisas voltem ao 'normal' porque não acho que deveriam".
Os planos de turnê do álbum foram afetados pela pandemia. Inicialmente, Bridgers abriria os shows da banda The 1975 em uma turnê por estádios, mas as apresentações foram adiadas. Mais tarde, ela anunciou uma turnê principal para setembro e outubro de 2021.

## Recepção da crítica
| Críticas profissionais | Críticas profissionais |
| Pontuações agregadas   | Pontuações agregadas   |
| Fonte                  | Avaliação              |
| ---------------------- | ---------------------- |
| AnyDecentMusic?        | 8.4/10                 |
| Metacritic             | 90/100                 |
| Avaliações da crítica  |                        |
| Fonte                  | Avaliação              |
| AllMusic               | [ 24 ]                 |
| The A.V. Club          | A−                     |
| Consequence of Sound   | A−                     |
| The Daily Telegraph    | [ 26 ]                 |
| The Independent        | [ 27 ]                 |
| The Line of Best Fit   | 8/10                   |
| NME                    | [ 29 ]                 |
| Pitchfork              | 8.7/10                 |
| Slant Magazine         | [ 31 ]                 |
| Rolling Stone          | [ 13 ]                 |

Punisher recebeu grande aclamação dos críticos musicais, conquistando uma pontuação de 90 em 100 no Metacritic, o que indica "aclamação universal" com base em 31 avaliações. O álbum foi amplamente elogiado por sua profundidade lírica e sonoridade refinada.
Punisher foi amplamente aclamado por críticos. Sam Sodomsky, da Pitchfork, deu ao álbum a etiqueta de "Melhor Nova Música", descrevendo-o como "maravilhoso, sincero, multidimensional, astutamente psicodélico e cheio de coração. Sua música se tornou um mundo em si mesmo." Já Jonathan Bernstein, da Rolling Stone, chamou o trabalho de "visionário", destacando suas onze canções habilmente renderizadas, que exploram temas de fé quebrada, amor desesperado, autodestruição ocasional e uma recuperação tênue.
O NME atribuiu ao álbum uma pontuação perfeita, elogiando a habilidade de Phoebe Bridgers de capturar e expressar um sentimento persistente de pavor com tanta vivacidade, o que contribui para sua ascensão como uma figura cult no indie. O jornal comentou: "Basta olhar para o estado do mundo agora" para entender o impacto emocional de sua música.
Punisher também recebeu elogios de outros críticos. David Sackllah, do Consequence of Sound, deu ao álbum uma nota A−, destacando como o LP irradia uma energia inquieta e uma lógica de sonho distorcida, que eventualmente irrompe em momentos de clareza, lembrando o estilo de The Boxer do The National. Fred Thomas, do AllMusic, afirmou que o álbum "alcança novas profundezas", observando que Phoebe Bridgers se arrisca ainda mais nas explorações de sentimentos sombrios, se jogando de cabeça na escuridão.
Alexandra Pollard, do The Independent, notou que Bridgers "afiou e ampliou sua composição" neste trabalho, enquanto a colaboradora do New York Times, Lindsay Zoladz, designou o álbum como "uma escolha do crítico".
Robert Christgau foi menos entusiástico em sua avaliação de Punisher, destacando positivamente as canções "ICU" e "Graceland Too". No entanto, ele resumiu os méritos do álbum com a seguinte declaração: "Se depressão articulada é o que você deseja, ela tem detalhes líricos e musicais para você – consolo filosófico ou alívio melódico, não." Ele sugeriu que, embora o álbum seja lírica e musicalmente rico, não oferece exatamente os tipos de consolo ou alívio emocional que alguns poderiam esperar.

### Classificações de Fim de Ano
Punisher apareceu nas classificações de várias publicações como um dos melhores álbuns de 2020. Foi colocado em primeiro lugar nas publicações da Esquire, Slate e Under the Radar. O álbum também figurou entre os cinco melhores em publicações como The A.V. Club, GQ, The New York Times, Our Culture Mag, The Skinny, Clash, Exclaim!, Insider, The Line of Best Fit, Pitchfork e NME. Além disso, ficou entre os dez melhores segundo Vulture, Variety, Spin, The New Yorker e Rolling Stone. Publicações que incluíram Punisher entre os trintas primeiros de suas listas incluem Paste, Billboard, Uproxx, The Guardian e Stereogum. O álbum também foi mencionado em listas não classificadas por AllMusic, Glamour, Time Out e 34th Street Magazine.
| Publicação/crítica   | Lista                                        | Posição | Ref.   |
| -------------------- | -------------------------------------------- | ------- | ------ |
| Esquire              | Os 50 melhores álbuns de 2020                | 1       | [ 34 ] |
| Slate                | Os melhores álbuns de 2020                   | 1       | [ 35 ] |
| Under the Radar      | Os 100 melhores álbuns de 2020               | 1       | [ 36 ] |
| The A.V. Club        | Os 20 melhores álbuns de 2020                | 2       | [ 37 ] |
| GQ (UK)              | Melhores álbuns de 2020                      | 2       | [ 38 ] |
| The New York Times   | Os melhores álbuns de 2020 de Lindsay Zoladz | 2       | [ 39 ] |
| Our Culture Mag      | Os 50 melhores álbuns de 2020                | 2       | [ 61 ] |
| The Skinny           | Os 10 melhores álbuns de 2020                | 2       | [ 40 ] |
| Clash                | Álbuns do ano de 2020 do Clash               | 3       | [ 41 ] |
| Exclaim!             | Os 50 melhores álbuns de 2020 do Exclaim!    | 3       | [ 42 ] |
| Insider              | Os 20 melhores álbuns de 2020, ordenados     | 4       | [ 43 ] |
| The Line of Best Fit | Os melhores álbuns de 2020, ordenados        | 4       | [ 44 ] |
| Pitchfork            | Os 50 melhores álbuns de 2020                | 4       | [ 45 ] |
| NME                  | Os 50 melhores álbuns de 2020                | 5       | [ 46 ] |
| Vulture              | Os melhores álbuns de 2020                   | 5       | [ 47 ] |
| Variety              | Os álbuns de 2020 de Chris Willman           | 7       | [ 48 ] |
| Spin                 | Os 30 melhores álbuns de 2020                | 7       | [ 49 ] |
| The New Yorker       | A melhor música de 2020                      | 10      | [ 50 ] |
| Rolling Stone        | Os 50 melhores álbuns de 2020                | 10      | [ 51 ] |
| Paste                | Os 50 melhores álbuns de 2020                | 14      | [ 52 ] |
| Billboard            | Os 50 melhores álbuns de 2020                | 15      | [ 53 ] |
| Uproxx               | Os melhores álbuns de 2020                   | 15      | [ 54 ] |
| The Guardian         | Os 50 melhores álbuns de 2020                | 16      | [ 55 ] |
| Stereogum            | Os 50 melhores álbuns de 2020                | 28      | [ 56 ] |
| AllMusic             | AllMusic O melhor de 2020                    | —       | [ 57 ] |
| Glamour              | Os 30 melhores álbuns de 2020                | —       | [ 58 ] |
| Time Out             | Os 15 melhores álbuns de 2020                | —       | [ 59 ] |
| 34th Street Magazine | Álbuns favoritos de 2020 do Street           | —       | [ 60 ] |

### Prêmios ou indicações
| Ano  | Premiação     | Categoria                          | Indicação | Resultado | Ref.   |
| ---- | ------------- | ---------------------------------- | --------- | --------- | ------ |
| 2021 | Grammy Awards | Melhor Álbum de Música Alternativa | Punisher  | Indicado  | [ 62 ] |
| 2021 | Grammy Awards | Melhor Performance de Rock         | "Kyoto"   | Indicado  | [ 62 ] |
| 2021 | Grammy Awards | Melhor Canção de Rock              | "Kyoto"   | Indicado  | [ 62 ] |

## Lista de faixas
| Edição padrão  |                     |                                             |                |         |  |
| N.º            | Título              | Compositor(es)                              | Produtor(es)   | Duração |  |
| 1.             | "DVD Menu"          | Phoebe Bridgers                             |                | 1:09    |  |
| 2.             | "Garden Song"       | Bridgers Christian Lee Hutson Marshall Vore |                | 3:39    |  |
| 3.             | "Kyoto"             | Bridgers Morgan Nagler Vore                 |                | 3:04    |  |
| 4.             | "Punisher"          | Bridgers Conor Oberst Vore                  |                | 3:09    |  |
| 5.             | "Halloween"         | Bridgers Hutson Oberst                      |                | 4:31    |  |
| 6.             | "Chinese Satellite" | Bridgers Oberst Vore                        |                | 3:37    |  |
| 7.             | "Moon Song"         | Bridgers                                    |                | 4:37    |  |
| 8.             | "Savior Complex"    | Bridgers Hutson Oberst                      |                | 4:01    |  |
| 9.             | "ICU"               | Bridgers Vore Nicholas White                |                | 3:10    |  |
| 10.            | "Graceland Too"     | Bridgers Hutson                             |                | 3:56    |  |
| 11.            | "I Know the End"    | Bridgers Hutson Oberst Vore                 |                | 5:44    |  |
| Duração total: | Duração total:      | Duração total:                              | Duração total: | 40:37   |  |

## Equipe
Os créditos são adaptados das notas do álbum.

### Músicos
- Julien Baker – vocais (faixas 10, 11)
- Tony Berg – guitarra elétrica (faixas 3, 6, 8, 9),  autoharp (faixa 3), Syndrum (faixa 4), Mellotron (faixa 7), bandura (faixa 7), banjo (faixa 10)
- Phoebe Bridgers – vocais principais, guitarra elétrica barítona (faixas 1, 3, 6, 11), guitarra "rubber Bridgers" (faixas 3, 9), guitarra elétrica (faixas 3, 9), performance de fader (faixa 4), violão de náilon (faixa 7), guitarra hi strung (faixas 8, 10)
- Anna Butterss – baixo (faixa 9)
- Lucy Dacus – vocais (faixas 10, 11)
- Lukas Frank – vocais (faixa 11)
- Ethan Gruska – design de som (faixas 1, 5–8, 11), programação (faixa 2), sintetizadores (faixas 2, 3, 5, 11), guitarra elétrica (faixa 3), guitarra acústica (faixa 9), Mellotron (faixas 3, 9, 11), piano (faixas 4, 5, 7), Pocket Piano (faixa 7), vocoder (faixa 4), performance de fader (faixa 4), baixo tenor (faixa 4), sub-bass (faixa 4), baixo (faixas 6, 7), flautas Optigan (faixas 5, 11), sampling (faixa 9), pump organ (faixa 10)
- Christian Lee Hutson – guitarra de 12 cordas (faixa 2), guitarra elétrica barítona (faixa 5), guitarra acústica (faixa 8), celesta (faixa 8), vocais (faixa 11)
- Jim Keltner – bateria (faixa 5, 8)
- Jenny Lee Lindberg – baixo (faixas 3, 9, 11)
- Joseph Lorge – guitarra elétrica (faixa 3)
- Malcolm McRae – vocais (faixa 11)
- Blake Mills – guitarra elétrica barítona (faixa 5), slat drum (faixa 5), clarinete (faixa 8)
- Rob Moose – cordas (faixas 1, 4, 6, 8, 11), arranjo de cordas
- Conor Oberst – vocais (faixas 5, 11)
- Emily Retsas – baixo (faixa 11)
- Kane Ritchotte – vocais (faixa 11)
- Sebastian Steinberg – baixo acústico (faixas 5, 8), baixo arco (faixa 10)
- Tomberlin – vocais (faixa 11)
- Marshall Vore – bateria (faixas 3, 6, 7, 9, 11), percussão (faixas 3, 4, 6, 9, 11), vocais (faixas 9, 11)
- Jeroen Vrijhoef – vocais (faixas 2, 11)
- Nathaniel Walcott – trompetes (faixas 3, 11), arranjo de metais
- Sara Watkins – fiddle (faixa 10)
- Nick White – piano (faixa 11), Mellotron (faixa 11)
- Harrison Whitford – guitarra elétrica (faixas 3, 6, 7, 9), guitarra acústica de 12 cordas (faixa 3), guitarra elétrica de 12 cordas (faixa 3), guitarra acústica hi strung (faixa 3), guitarra acústica (faixa 10)
- Nick Zinner – guitarra elétrica (faixa 11)

### Técnica
- Will Maclellan – engenharia de áudio
- Joseph Lorge – engenharia
- Mike Mogis – mixagem de áudio
- Bob Ludwig – masterização de áudio

### Arte
- Olof Grind – fotografia
- Chris Riddell – ilustrações do encarte
- Travis DeMello – layout e design do encarte
- Nathaniel David Utesch – layout, design

## Tabelas musicais
| Paradas (2020)                                | Melhor Posição |
| --------------------------------------------- | -------------- |
| Austrália (ARIA)                              | 12             |
| Bélgica (Ultratop Flandres)                   | 20             |
| Canadá (Billboard)                            | 96             |
| Países Baixos (Dutch Charts)                  | 43             |
| Alemanha (Offizielle Deutsche Charts)         | 39             |
| Irlanda (Official Irish Albums)               | 18             |
| Nova Zelândia (RMNZ)                          | 10             |
| Escócia (Official Scottish Albums)            | 3              |
| Sweden Vinyl (Sverigetopplistan)              | 3              |
| Suíça (Schweizer Hitparade)                   | 37             |
| Reino Unido (Official Albums Chart)           | 6              |
| UK Americana Albums (OCC)                     | 3              |
| UK Independent Albums (OCC)                   | 1              |
| Estados Unidos (Billboard 200)                | 43             |
| Estados Unidos (Billboard Independent Albums) | 4              |
| US Independent Albums (Billboard) [15]        |                |
| Estados Unidos (Top Rock Albums)              | 6              |
| Estados Unidos (Top Tastemaker Albums)        | 4              |
| US Vinyl Albums (Billboard)                   |                |

| Paradas (2020)             | Posição |
| -------------------------- | ------- |
| US Top Current Album Sales | 160     |
| Paradas (2021)             | Posição |
| US Top Current Album Sales | 60      |

## Certificações
| Região                                                        | Certificação | Vendas   |
| ------------------------------------------------------------- | ------------ | -------- |
| Estados Unidos (RIAA)                                         | Ouro         | 500,000‡ |
| Reino Unido (BPI)                                             | Ouro         | 100,000‡ |
| ‡vendas+valores de streaming baseados somente na certificação |              |          |